# Ioan Vulcu
Ioan Vulcu (n. 1869, Pianul de Sus, Comitatul Alba de Jos, Regatul Ungariei – d. 1952, Blaj, Republica Populară Romînă) a fost un deputat în Marea Adunare Națională de la Alba Iulia, organismul legislativ reprezentativ al „tuturor românilor din Transilvania, Banat și Țara Ungurească”, cel care a adoptat hotărârea privind Unirea Transilvaniei cu România, la 1 decembrie 1918 .

## Biografie
Ioan Vulcu s-a născut în localitatea Pianul de Sus din Comitatul Alba de Jos în anul 1869. Școala primară o termină la Sebeș iar școala comercială la Brașov. Deschide un magazin comercial la Orăștie și se remarcă prin activitatea pe linie națională. A făcut parte dintre fondatorii ziarului Libertatea..

## Activitatea politică
A fost deputat în Adunarea Națională din 1 decembrie 1918 a fost delegat al cercului electoral Orăștie. A semnat împreună cu alti reprezentanți ai comunei Turnișor, Sibiu hotărârea de unire cu România. După 1918 a fost președintele Camerei de Comerț și Industrie Din Deva.. 

## Lectură suplimetară
- Ioan I. Șerban, Nicolae Josan (coord.), Dicționarul personalităților Unirii. Trimișii românilor transilvăneni la Marea Adunare Națională de la Alba Iulia, Alba Iulia, Editura Altip, 2003.
- Daniela Comșa, Eugenia Glodariu, Maria M. Jude, Clujenii și Marea Unire, Muzeul Național Transilvania, Cluj-Napoca, 1998
- Florea Marin, Medicii și Marea Unire, Editura Tipomur, Târgu Mureș, 1993
- Silviu Borș, Alexiu Tatu, Bogdan Andriescu, (coord.), Participanți din localități sibiene la Marea Adunare Națională de la Alba Iulia din 1 decembrie 1918, Editura Armanis, Sibiu, 2015